# Gherardello da Firenze
Gherardello da Firenze (* um 1320 bis 1325; † 1362 oder 1363); auch Gheradellus bzw. Ghirardellus de Florentia oder Niccolò di Francesco (Taufname) war ein italienischer Komponist und Vertreter der Ars nova.

## Leben
Die erste Erwähnung des wahrscheinlich in oder bei Florenz geborenen Gherardello da Firenze nennt ihn 1343 als Kleriker an der damaligen Hauptkirche von Florenz, Santa Reparata. Zwei Jahre später wurde er zum Priester ordiniert und war zumindest von 1345 bis 1351 Kaplan an dieser Kirche. Um 1351 änderte er seinen Namen auf den in der Regel Priester oder Notare bezeichnenden Namen „Ser Gherardello“, vermutlich in Zusammenhang mit seinem Eintritt in den Orden der Vallombrosaner. Später wurde er Prior an San Remigio in Florenz. Nach 1362 fehlen weitere Informationen; ein seinen Tod betrauerndes Sonett des Francesco di Simone Peruzzi »per la morte di ser Gherardello, di musica maestro« wird auf etwa 1363 datiert.

## Werk
Gherardello zählt zur ältesten Generation von Florentiner Komponisten der Ars nova. Zu Lebzeiten war er vorwiegend als Komponist liturgischer Werke bekannt, davon erhalten geblieben sind lediglich zwei Messe-Sätze (Gloria und Agnus Dei). Hauptquelle seiner weltlichen Werke bildet der Squarcialupi-Codex. Stilistisch bestehen enge Bezüge zu den reiferen Werken des Giovanni da Cascia. Anders als die rein monophonen Ballate weisen die zweistimmigen Madrigale ausgedehnte melismatische Passagen auf.
Auch Gherardellos Bruder Jacopo und sein Sohn Giovanni waren kompositorisch tätig, ihre Musik ist jedoch nicht überliefert.